# Ben of Howth
Ben of Howth – szczyt w Irlandii na półwyspie Howth Head, w aglomeracji dublińskiej. 
Szczyt ma wysokość 171 m n.p.m. i leży mniej więcej w centrum półwyspu. Z wierzchołka roztacza się dookolna panorama.  